# Lucian Bernhard

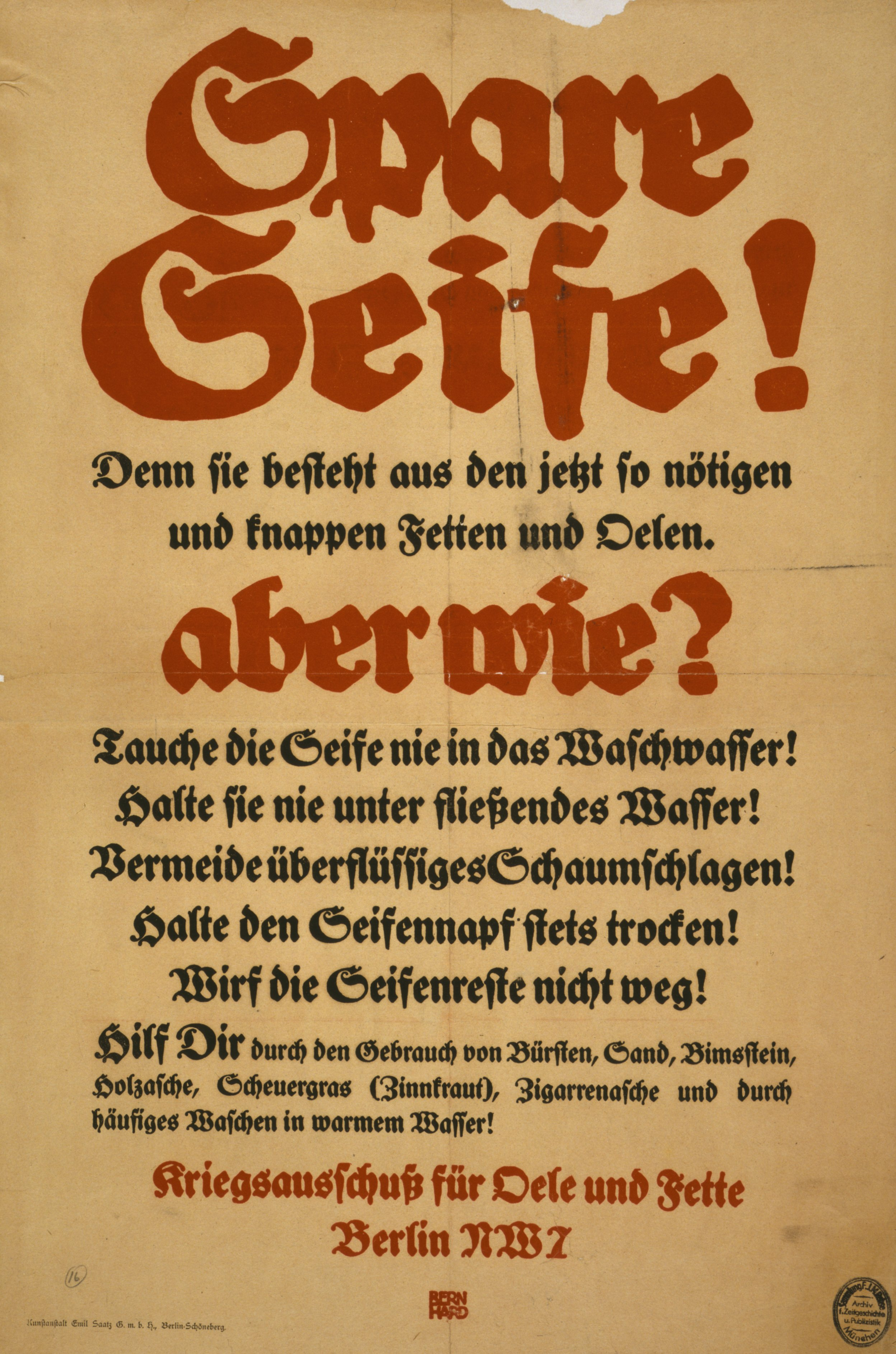
Poster de Lucian Bernhard, cu textul: Economiseşte săpunul! ... dar cum? afişat în ultimii trei ani ai primului război mondial (1915 - 1918).

Lucian Bernhard, născut ca Emil Kahn, (n. 15 martie 1883 - d. 29 mai 1972) a fost un artist grafic, pictor, designer, arhitect, designer de seturi de litere, designer de decorări interioare și profesor de arte frumoase german.  A fost profesor de grafică la "Unterrichtsanstalt des Kunstgewerbemuseums" din Berlin, Germania, până în 1923, când a emigrat în Statele Unite ale Americii, unde a trăit până la decesul său.
Lucian Bernhard este îndeobște cunoscut ca promotor al afișului (sau al posterului)  ca formă grafică de impact vizual, fiind asociat cu mișcarea artistică germană a afișului de mare impact social și vizual, Plakatstil, precum și ca realizator de diferite seturi de litere, care îi poartă numele, Bernhard.

## Seturi de caractere tipografice create de Bernhard
- Aigrette (1939)
- Belucian
- Berlin Sans
- Bernhard Antiqua (1912)
- Bernhard Bold Condensed
- Bernhard Brushscript SG
- Bernhard Fashion (1929)
- Bernhard Fraktur
- Bernhard Gothic
- Bernhard Handschrift (1928)
- Bernhard Modern
- Bernhard Privat (1919)
- Bernhard Schönschrift
- Bernhard Tango
- Concerto Rounded SG
- Lilli
- Lucian
- Negro